# Centre de foires de Québec

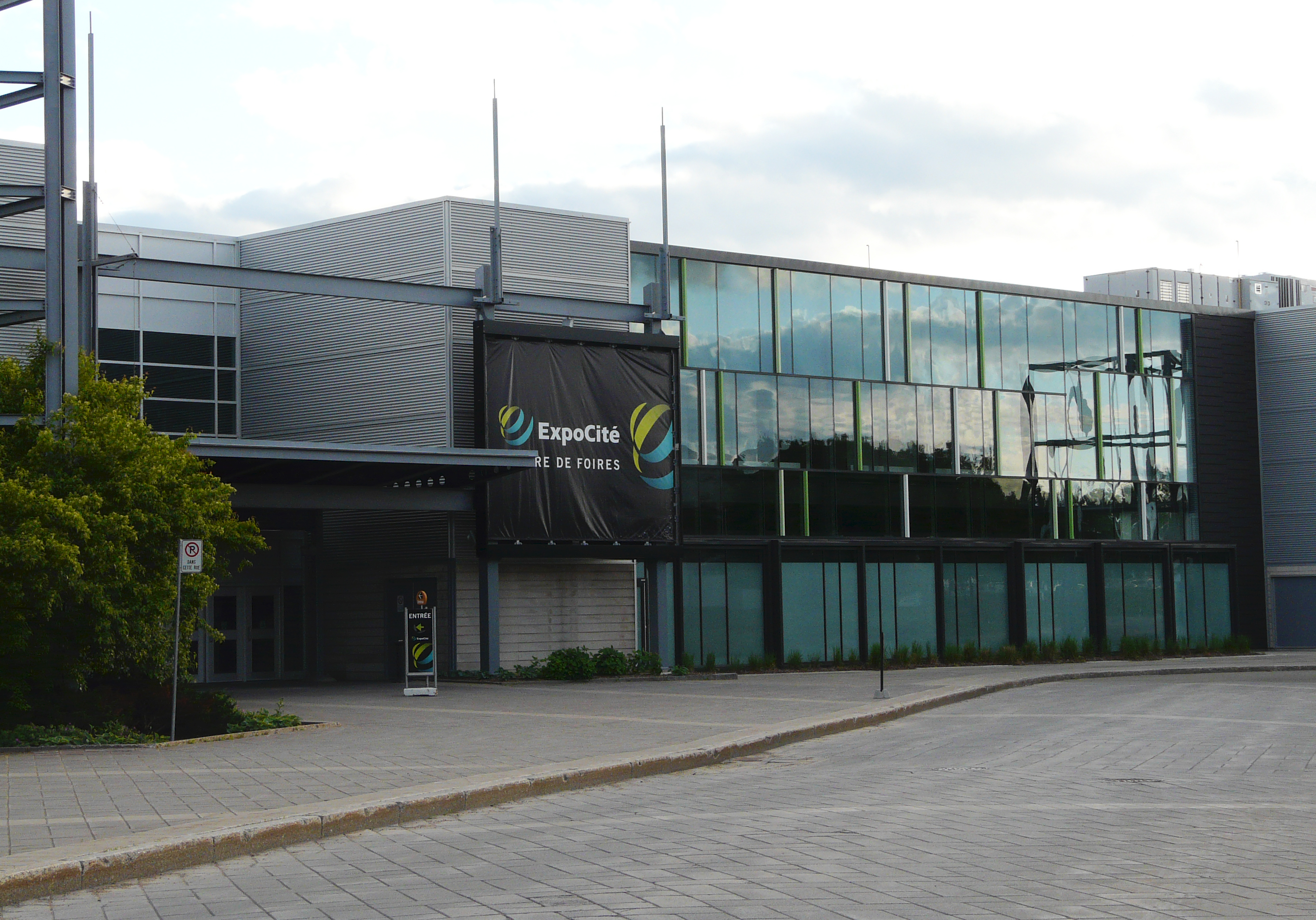
Entrée principale du Centre

Le Centre de foires de Québec est un vaste complexe d'exposition situé sur le site d'ExpoCité à Québec. Cet édifice polyvalent accueille des salons et des expositions occupant de grandes surfaces.

## Histoire
Le centre a été inauguré en 1997. Il est ensuite agrandi en 2012 et offre désormais 185 000 pieds carrés de surface d'exposition.
Dans les dernières années, le Centre de foires a accueilli plusieurs grandes expositions dont le Salon de l'auto de Québec et Expo habitat Québec.

## Spectacles
- 15 janvier 1998 : Spectacle d'ouverture avec Megadeth, Coal Chamber, Life of Agony
- 26 février 2000 - Slayer : Spectacle annulé
- 15 janvier 2005 : Sum 41 & Unwise & No Warning
- 4 juillet 2007 : Rise Against
- 31 mars 2011 : David Guetta
- 18 avril 2014 : David Guetta spectacle déplacé au Théâtre Capitole